# Motor VR
Diagrama de um motor VR6 a 15º.
Os motores VR5 e VR6  seguem uma configuração desenvolvida pelo grupo Volkswagen. É similar ao motor em V, mas com as linhas de cilindros formando um "V" com um ângulo de forquilha de apenas 10.6° ou por 15°, diferentemente dos tradicionais ângulos de 45°, 60°, ou 90°.  

## Descrição
O termo  VR  vem da combinação de motor em V e Reihenmotor, que em (alemão significa (motor em linha). A combinação dos dois pode ser traduzida como "o motor V6 em linha". 
O VR6 foi projetado especificamente para ser usado transversalmente em veículos de tração dianteira. Usando o motor VR6, foi possível instalar um motor de seis cilindros em modelos existentes na linha Volkswagen. Um motor V6 de projeto convencional exigiria o alongamento da parte dianteira do veículo. Além disso, o VR6 pode usar o intervalo de ignição igual ao de um motor de 6 cilindros em linha. O ângulo estreito entre os cilindros permite a utilização de apenas um cabeçote e dois eixos de comando de válvulas para comandar todas as válvulas. Isto simplifica a construção do motor e reduz custos.
Há diversos versões diferentes do motor VR6. O VR6 original tem 2,8 litros de cilindrada e 12 válvulas. Estes motores produziram 174 cavalos-vapor 128 kw de potência e torque de 240 Nm.

## História

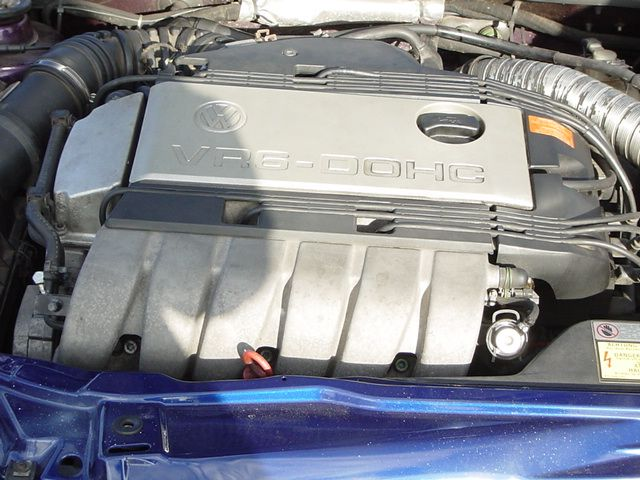
VR6 do Volkswagen Corrado.

O motor VR6 foi introduzido em Europa ano de 1991 no Passat e no Corrado, e nos Estados Unidos no ano seguinte. O Passat, a Passat Variant e o Corrado comercializado nos Estados Unidos usaram o 2,8 litros de cilindrada, ao passo que a versão européia do Corrado e o Passat 4WD receberam o motor de 2,9 litros de cilindrada com 190 cavalos-vapor (140 quilowatt). 
Em 1992, o motor VR6 foi introduzido no Golf e nos anos seguintes no Vento/Jetta. 
Em 1997, VW removeu um cilindro do VR6, criando o VR5, o primeiro bloco a usar um número desigual dos cilindros em uma fama do projeto de V (exceto a Honda V3 de MotoGP). Esta versão, que tem cilindrada de 2,3 litros, e capaz de 150 cavalos-vapor (110 quilowatt) e um torque máximo de 209 Nm. Foi introduzido no Passat em 1997, e mais tarde no Golf e no Bora em 1999. Em 1999, a VW alterou o projeto, com a introdução do cabeçote de 24 válvulas no 2,8 litros, que passou a produzir 204 cavalos-vapor (150 kw) e torque de 265 Nm.